# Verónica Codesal
Verónica Codesal, nació en Uccle, Bélgica, el 16 de septiembre de 1977, es una cantante belga-gallega de ascendencia española , miembro de los grupos Urban Trad e Ialma.

## Trayectoria
Hija de emigrantes de Guitiriz en Bélgica y ella misma nacida y criada allí, Verónica Codesal es profesora del grupo de danza tradicional de Bruselas, llamado Foliada, y vocalista, panderetera y gaitera de los grupos Ialma, Camaxe y Urban Trad. Ha participado en las actividades de Muziekpublique, un organismo que tiene por objetivo promover las músicas del mundo en Bélgica.

### Eurovisión
Con este conjunto participó en el Festival de Eurovisión, en su edición de 2003, con lo que se convirtió en la primera gallega en hacerlo. Urban Trad, que representó a la televisión belga con la canción "Sanomi", compuesta en un idioma inventado por el grupo, consiguió 165 puntos, y quedó en la segunda plaza por detrás de Turquía.
Fue miembro activa de la Plataforma Nunca Más en Bruselas.